# Sächsische Schuldatenbank
Die Sächsische Schuldatenbank bietet die Möglichkeit, sich online kostenfrei über die allgemeinen und berufsbildenden Schulen im Freistaat Sachsen aus erster Hand ausführlich und detailreich zu informieren. 
Die Schulen können per Suchfunktion über Schulnamen und/oder Ort gesucht werden, woraufhin dann die individuellen Schulporträts einsehbar sind. Zudem ist ein Datenabruf über eine API möglich. Die Zugangsdaten müssen beantragt werden.
Die Sächsische Schuldatenbank ist das Gemeinschaftsprojekt des Sächsischen Staatsministeriums für Kultus, der Technischen Universität Dresden und des Statistischen Landesamtes des Freistaates Sachsen. 
Die jeweils aktuellen Zahlen, Statistiken und Informationen werden von den drei genannten Partnern sowie direkt von den Schulen eingepflegt.